# Stadio Caliente
Lo stadio Caliente (in spagnolo Estadio Caliente) è uno stadio di calcio di Tijuana, in Messico. Ha una capienza di 27 333 spettatori e ospita le partite interne del Club Tijuana.

## Struttura
È stato inaugurato nel novembre 2007 con una capienza di 13 333 spettatori. Il manto è in erba sintetica.
Nel marzo del 2008 la capienza è stata aumentata a 27 333 spettatori dal presidente del Club Tijuana Jorge Hank Rhon per ottemperare alla norma della Federazione calcistica del Messico che impone alle squadre partecipanti alla Prima divisione di giocare in stadi con una capacità minima superiore a 15 000 spettatori.